# Калофиллум волокнистолистный
Калофиллум волокнистолистный, или Калофиллюм безлистный, 
или Калофиллум жильчатолистный, или Александрийский лавр(лат. Calophyllum inophyllum) — крупное вечнозелёное растение, дерево, вид двудольных растений рода Калофиллум (Calophyllum) семейства Калофилловые (Calophyllaceae). Естественный ареал — Азия и Уоллесия. Из-за его важности в качестве источника древесины для традиционного судостроения больших аутригер-каноэ, вид был распространён в доисторические времена в результате миграции австронезийских народов на острова Океании и Мадагаскар вместе с другими представителями рода Калофиллум. Натурализован во многих регионах на побережье Восточной Африки. Это также источник культурно важного масла таману.

## Ботаническое описание
Калофиллум волокнистолистный — низковетвистое и медленнорастущее дерево с широкой неправильной кроной, достигает от 8 до 20 м в высоту. Цветок имеет ширину 25 мм и состоит из кистевидных или метельчатых соцветий, состоящих из 4-15 цветков. Цветение может происходить постоянно, но обычно наблюдаются два отчётливых периода цветения: поздней весной и поздней осенью. Плод — шаровидный орех — представляет собой круглую зелёную костянку размером от 2 до 4 см в диаметре с одним крупным семенем. Созревшие плоды морщинистые от жёлтого до коричневато-красного цвета.

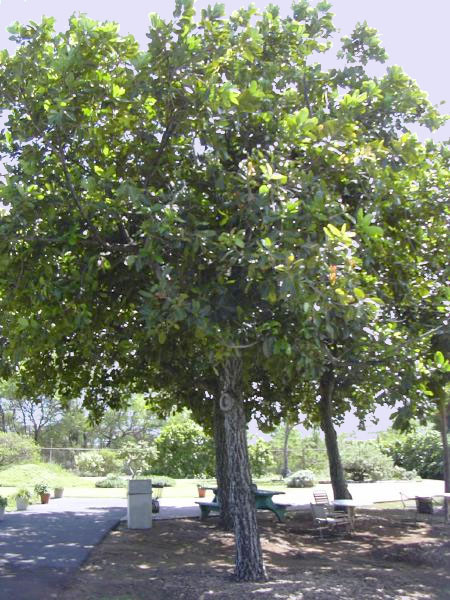
Общий вид дерева
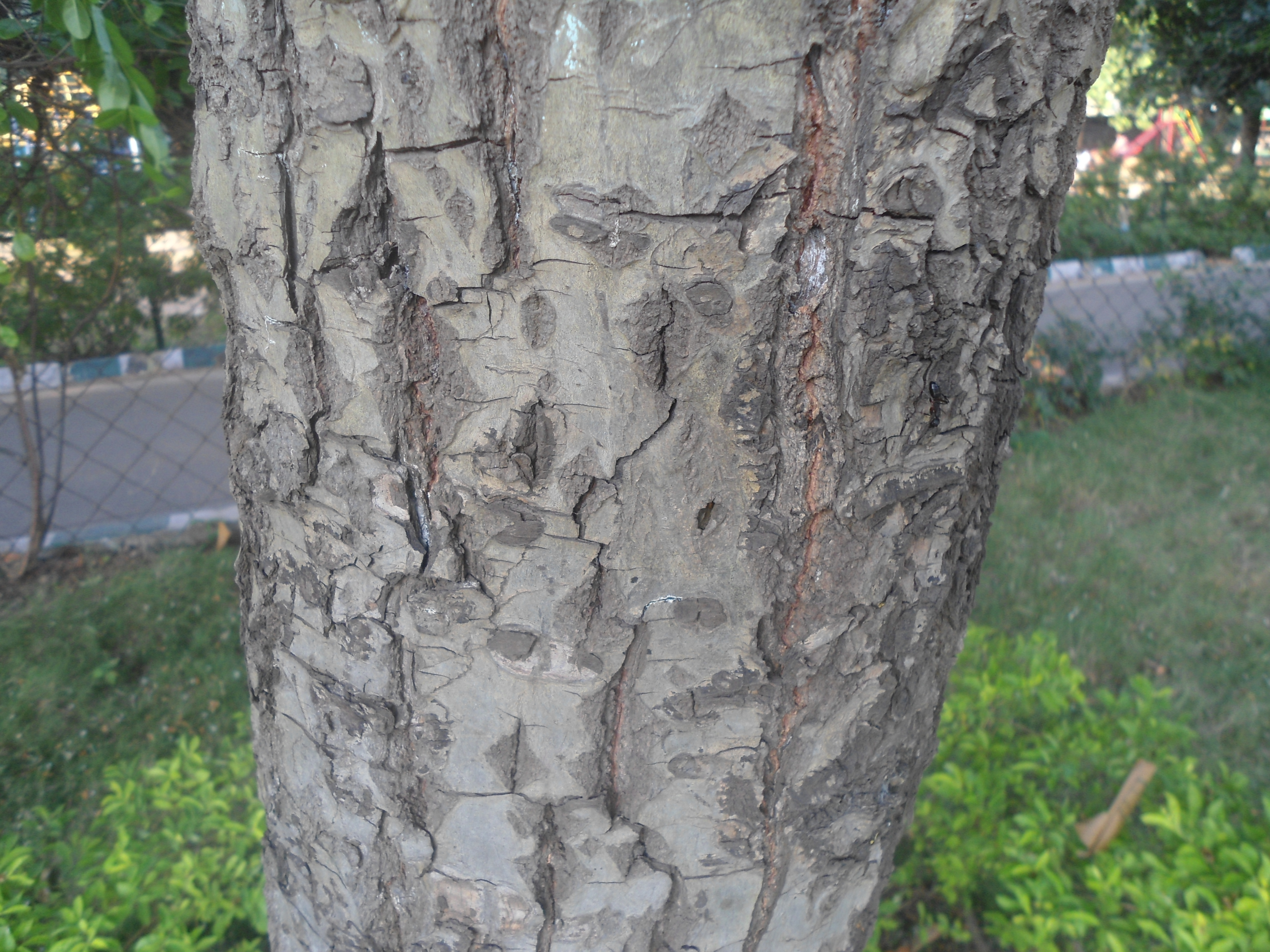
Ствол
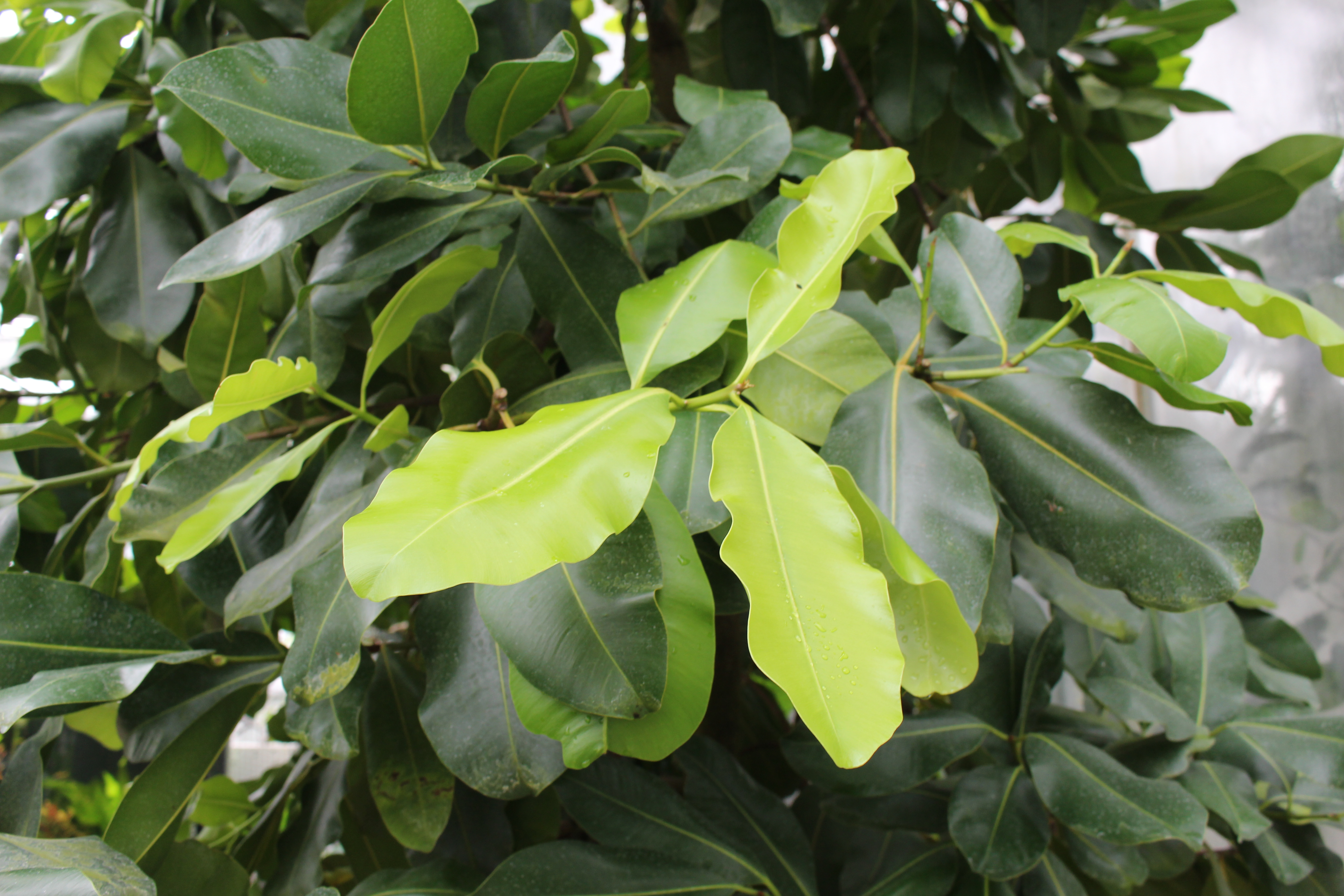
Листья
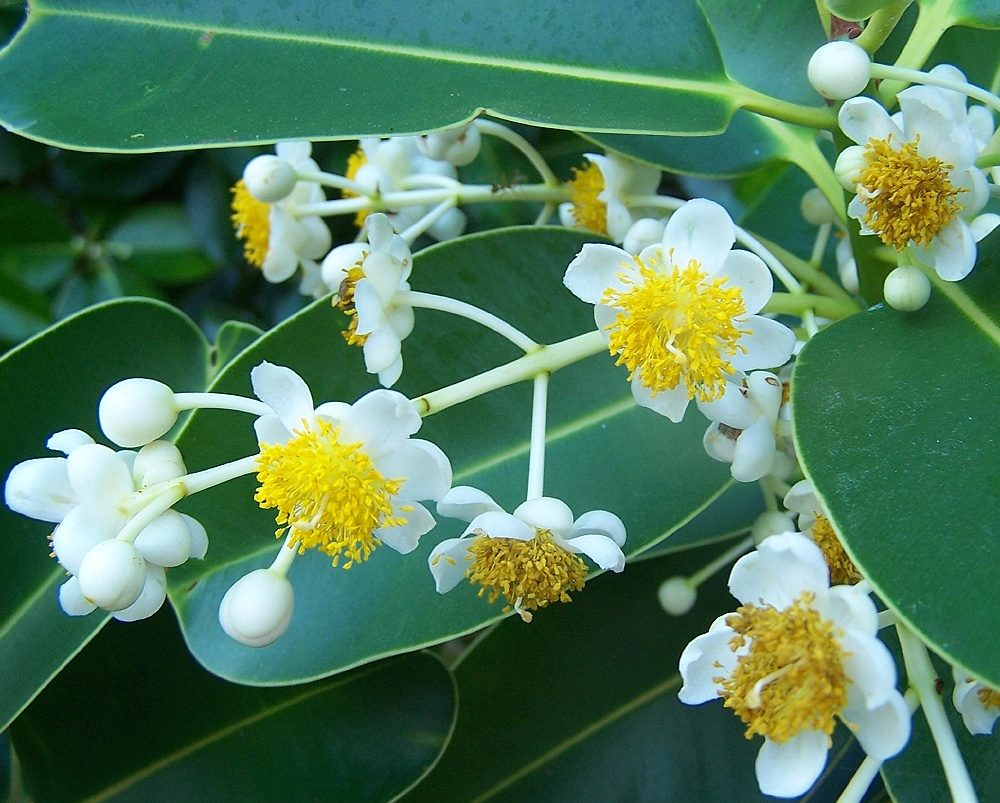
Цветки
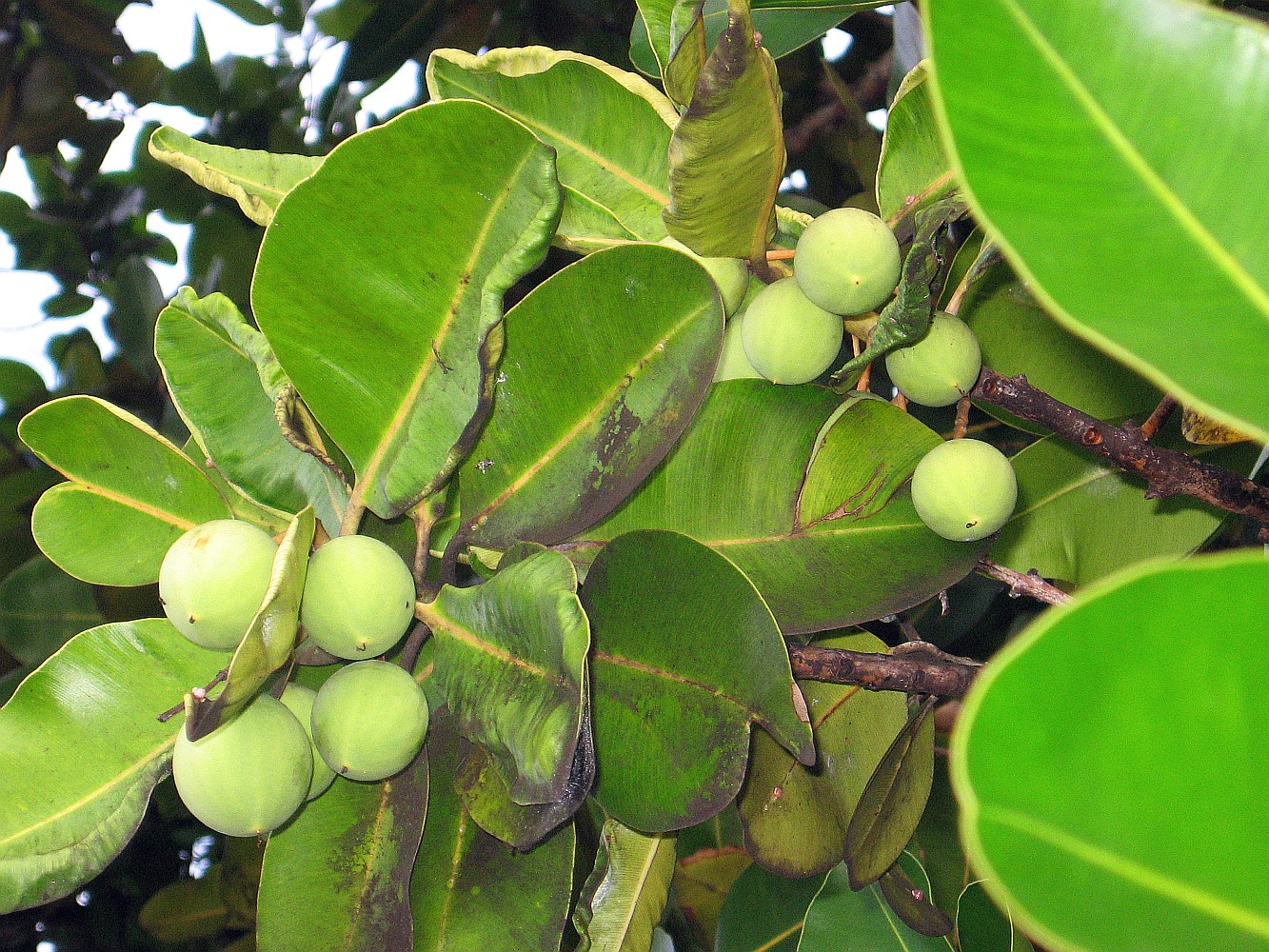
Плоды

## Распространение и местообитание
Произрастает в Африке: Коморские острова, Кения, Мадагаскар, Маврикий, Мозамбик, Сейшельские острова, Танзания (включая остров Пемба Занзибарского архипелага); в Южной, Юго-Восточной и Восточной Азияи: Бангладеш, Камбоджа, Китай (на Хайнане), южная Индия; Андаманские и Никобарские острова, Индонезия, Япония (острова Рюкю), Малайзия, Мьянма, Папуа — Новая Гвинея, Филиппины, Шри-Ланка, Тайвань, Таиланд, Вьетнам; в северо-западном, юго-западном и южно-центральном Тихоокеанском регионе: острова Кука, Фиджи, Французская Полинезия (Маркизские острова и Острова Общества), Гуам, Маршалловы Острова, Микронезия, Северные Марианские острова, Палау, Самоа, в Австралии — на Северной территории и в Квинсленде.
Широко культивируется во всех тропических регионах мира. Из-за своих декоративных листьев, ароматных цветов и раскидистой кроны калофиллум волокнистолистный больше всего известен как декоративное растение.

## Использование

### Кораблестроение
Дерево примечательно своей способностью вырастать до огромных размеров на песчаных и каменистых берегах островов и на побережье, а также своей особенностью склонять изогнутые большие стволы над водой, где семена дерева распространяются по воде. Благодаря этому мачты из этого дерева имеют особое значение для традиционного судостроения крупных аутригер-каноэ австронезийских народов, которые перевозили дерево с собой, когда мигрировали в Океанию и на Мадагаскар. Аналогичным образом использовались и некоторые другие виды калофиллума, такие как Calophyllum soulattri, Calophyllum peekelii и Calophyllum goniocarpum. У этих народов деревья ценились так же, как дубы у европейских судостроителей и в европейской деревообрабатывающей промышленности.
Различные части дерева были неотъемлемой частью при изготовлении каноэ с выносными опорами у различных австронезийских народов. Большие изогнутые стволы использовались при изготовлении каноэ-долблёнок, образующих киль австронезийских аутригеров с выносными опорами. Ремни, которые прикреплены к килю с помощью уникальной австронезийской техники «пришивания» с помощью комбинации дюбелей и крепёжных проушин вместо гвоздей, также могут быть изготовлены из древесины калофиллума, хотя чаще применялись другие более мягкие виды древесины, такие как виды артокарпуса. Другими частями были мачты, поплавки и лонжероны.
Во многих частях Полинезии калофиллумовые рощи, посаженные в мараэ, считались священными и обиталищами духов. Из них изготовлялись религиозные предметы, такие как тики. Растения часто упоминаются в песнопениях и фольклоре Полинезии.
В Австралии в книге 1889 года «Полезные местные растения Австралии» записано: «Во время дебатов по законопроекту о ловле жемчуга в Ассамблее Квинсленда был специально включён пункт о защите деревьев этого вида на острове Терсди. Налагается штраф в размере 10 фунтов стерлингов на любое лицо, срубившее или повредившее это или дерево какао, или любое другое дерево, приносящее съедобные плоды. Этот пункт, конечно, отвечает интересам аборигенов».

### Прочее
Помимо судостроения, масло таману, извлекаемое из плодовых косточек, имело важное значение в полинезийской культуре. Масла, а также припарки из листьев и цветков широко используются в традиционной медицине. Листья содержат соединения, которые ядовиты для рыб и могут быть использованы как рыбный яд.
Масло таману для использования в медицине или в качестве смазки для волос. Орехи сушат, после чего вынимают масличное ядро и ещё досушивают. Первым неофлавоноидом, выделенным из природных источников в 1951 году, был калофиллолид из семян калофиллума волокнистолистного.
Мавилан, тулу-говорящего племени на севере штата Керала в Индии, используют кору для приготовления порошка, который они смешивают с водой и наносят на растения, поражённые заболеванием, вызванном водой нееру-вембу.